# 469 TCN
469 TCN là một năm trong lịch La Mã.